# Chisec
Chisec è un comune del Guatemala facente parte del dipartimento di Alta Verapaz.